# 汀九橋

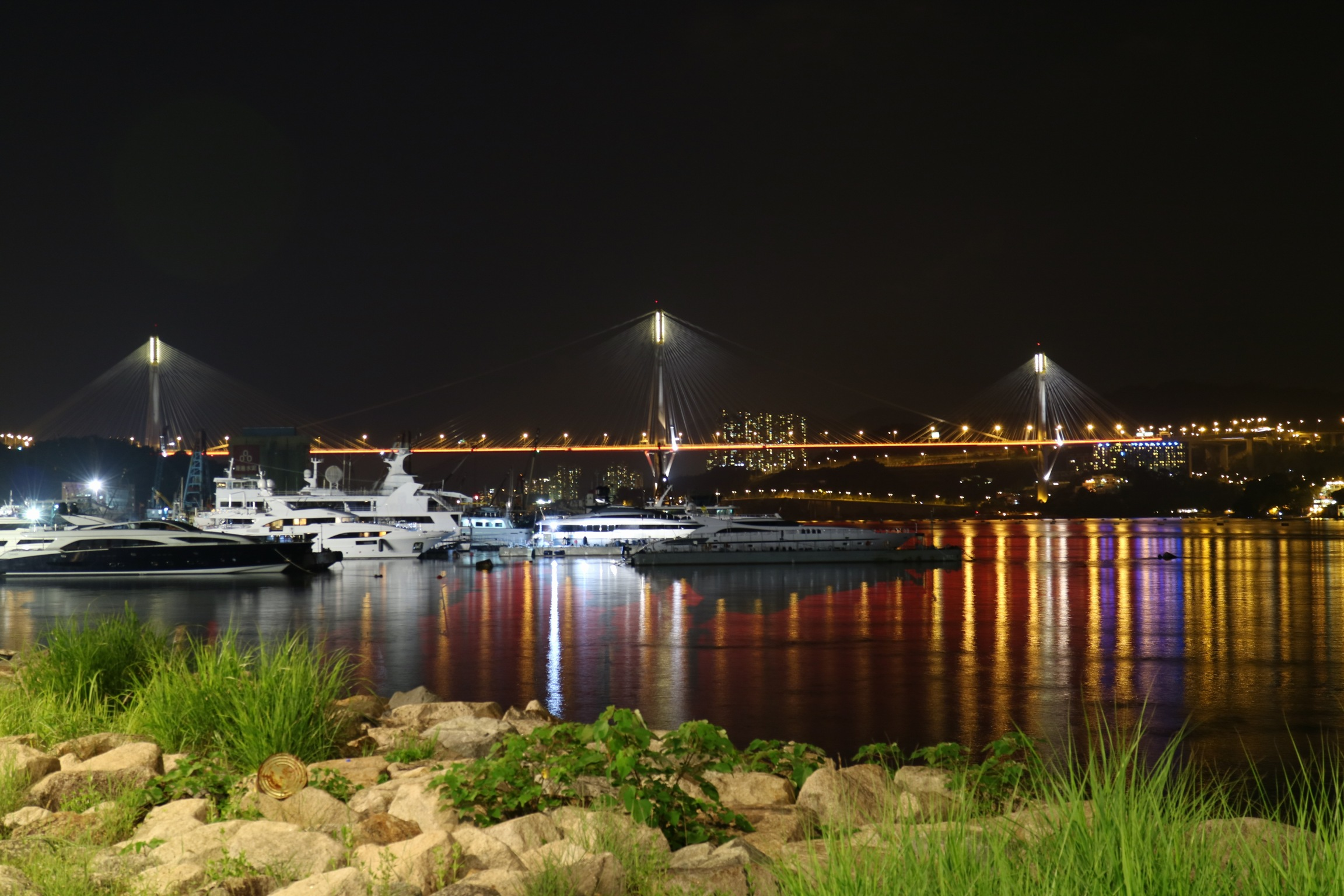
從青衣東北公園望向汀九橋

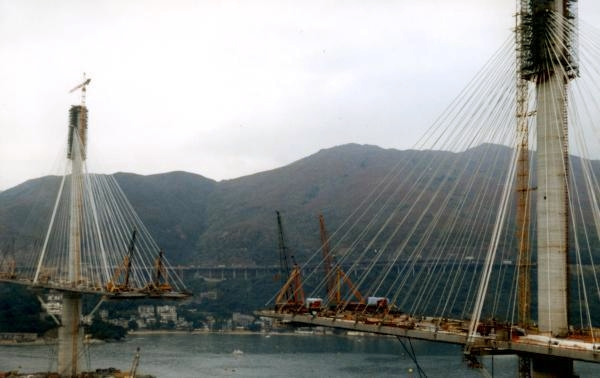
興建中的汀九橋 (1997年)

汀九橋（英語：Ting Kau Bridge）位於香港新界青衣西北角，是世界首條三塔式斜拉索橋。大橋由德國舒拉茲波格曼結構工程師設計。大橋之兩個主跨分別長448米及475米，連引道全長為1,875米。大橋屬於3號幹線，連接汀九和青衣。橋面為三線雙程分隔快速公路。車速限制每小時80公里。汀九橋屬青馬管制區範圍，管制區人員獲授權執行《青馬管制區條例》。

## 概要
汀九橋於1990年落實興建，使來自新界西部其他地區的車輛，能方便和快速地到達青嶼幹線的青馬大橋及汲水門大橋，通往大嶼山和香港國際機場，同時也分流新界荃灣鄉郊、屯門和元朗來往荃灣、葵青、九龍及港島中上環商業區的車流。值得一提，香港的的士司機和電台交通情況報告節目大多都叫該橋為「新汀九橋」，以免跟屯門公路一條同樣稱為汀九橋的高架橋混淆。此橋亦是新界的士可通行的跨海大橋之一。此外香港政府規劃署所制定的都會區以汀九橋以東為界線屬維多利亞港範圍，故此荃灣海岸線一帶亦成為維港之內，航行船速亦與港外有所不同。

## 興建
政府於1993年3月，就青朗公路的30年專營權進行招標，而投標公司可以選擇只競投大欖隧道、汀九橋其中一項，或整條公路的專營權。最後，政府僅批出大欖隧道的BOT專營權，而此橋則改由政府直接興建，並改為免費通行橋樑。
汀九橋於1995年3月動工，當時工程名為「汀九大橋」，經過38個月的施工，於1998年5月6日下午2時正式啟用。汀九橋並不屬於「香港機場核心計劃」的十大項目之中，但因為它和大欖隧道落成通車的日子與新建的香港國際機場啟用日期相近，而該大橋的興建，除舒緩新界西的交通負荷外，更方便通勤來往機場、九龍西、香港島與新界西其他地區，因而被稱為「第11項機場核心工程」。
支撐著汀九橋的三支單柱橋塔，分別座落於藍巴勒海峽中的人工島、汀九岬及青衣島西北岸，分別高194米、167米及162米。重量方面，結構鋼重量8,900公噸，混凝土重量則為29,000立方米。大橋的設計，可承受每秒達95米（時速342公里）的風速，但在實施強風管制措施、交通意外和渣打香港國際馬拉松比賽期間，會全線封閉、或只封閉中線、或者只開放予車身高度1.6米以下的車輛使用。

## 大橋資料
- 主跨：448米 + 475米
- 總長：1,177米
- 最高橋塔高度：195米
- 淨高橋底通航：62米
- 設計及建造期：38個月
- 造價：17.35億港元

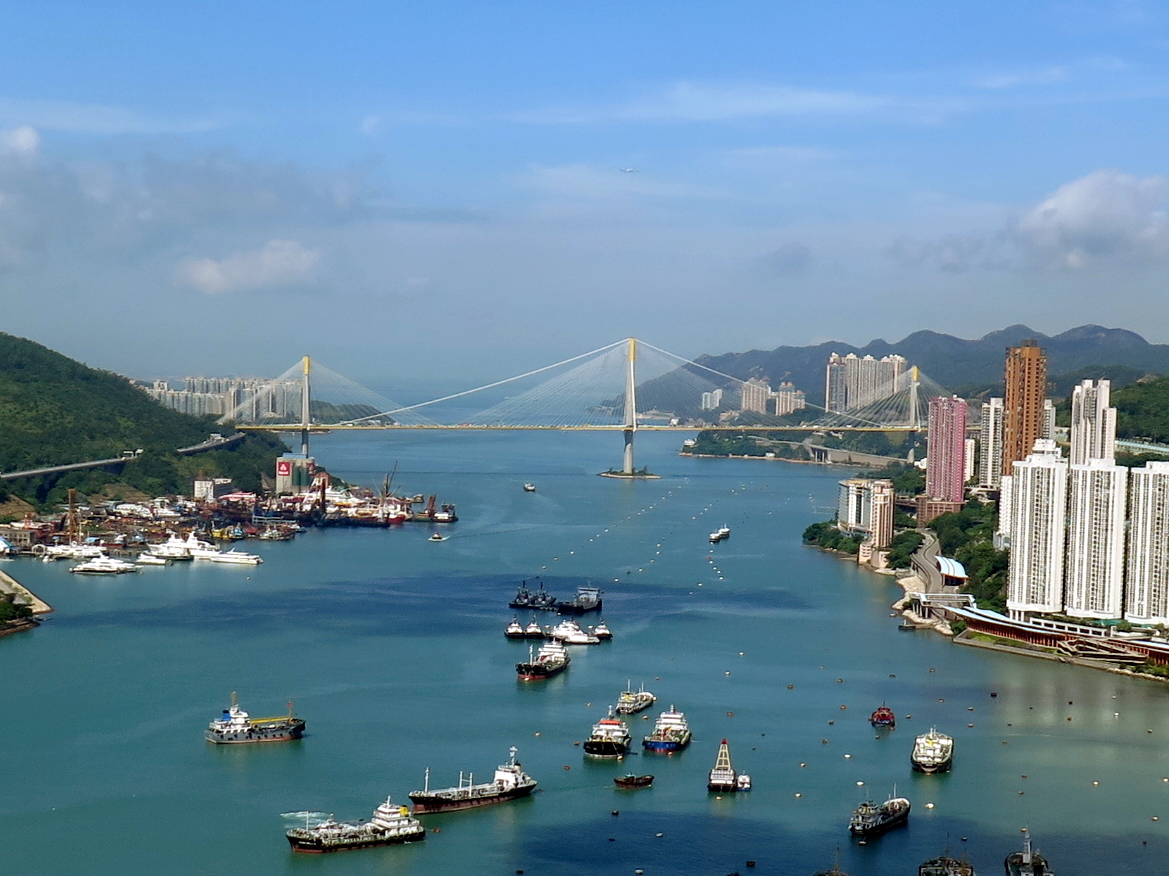
從荃灣西遠眺汀九橋

- 承建商: 汀九聯營（成員包括西班牙的耀勤及安駐有限公司，德國的旭建有限公司、紐西蘭的德能有限公司及香港的保華建築有限公司）

### 橋身
- 設計和一般的斜拉橋有很大的分別

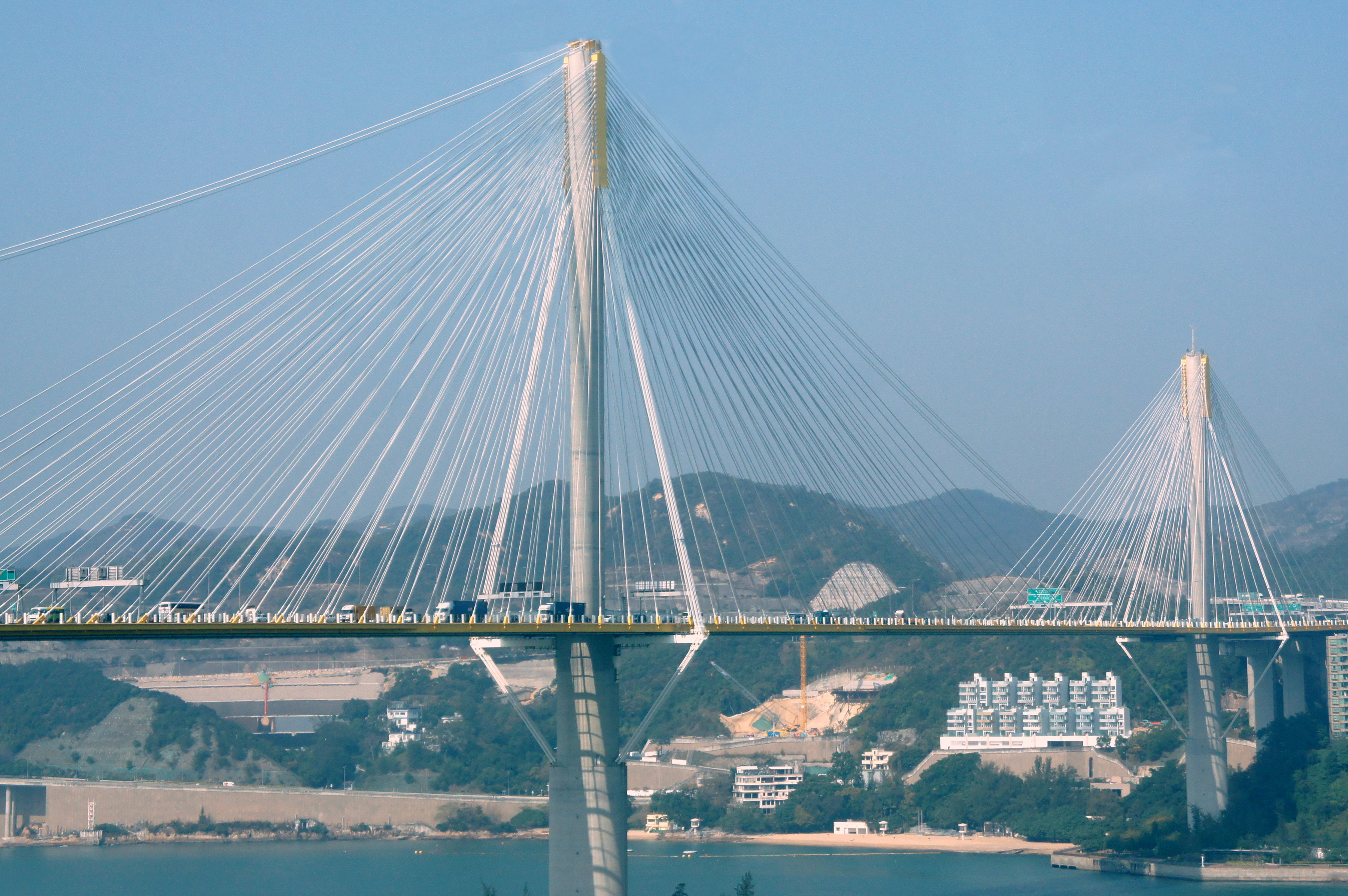
汀九橋採用單支柱式橋塔設計

- 橋塔採用單支柱形式，而不是典型的A或H字的形狀
- 因單支柱橋塔穩定性較低，所以設計師在橋塔上多加了一對橫樑，再用拉索把橋塔頂部及下面部份連起來，以加強其穩定性
- 斜拉索由橋頂經橋身下的鋼橫樑再向下伸延至橋塔在42米（主水平基準面以上）的部分
- 設計行車速度：每小時100公里
- 現時限制行車速度：每小時80公里
- 橋身組件：174件
- 每段組件長度：13.5米
- 橋面鋼樑重量：9,200公噸
- 橋面混凝土重量：29,000噸
- 最大位移距離[5]
  - 中跨垂直位移：1,600毫米
  - 中跨橫向位移：400毫米
  - 青衣端縱向位移：390毫米

### 拉索
- 橋身由384條拉索承托

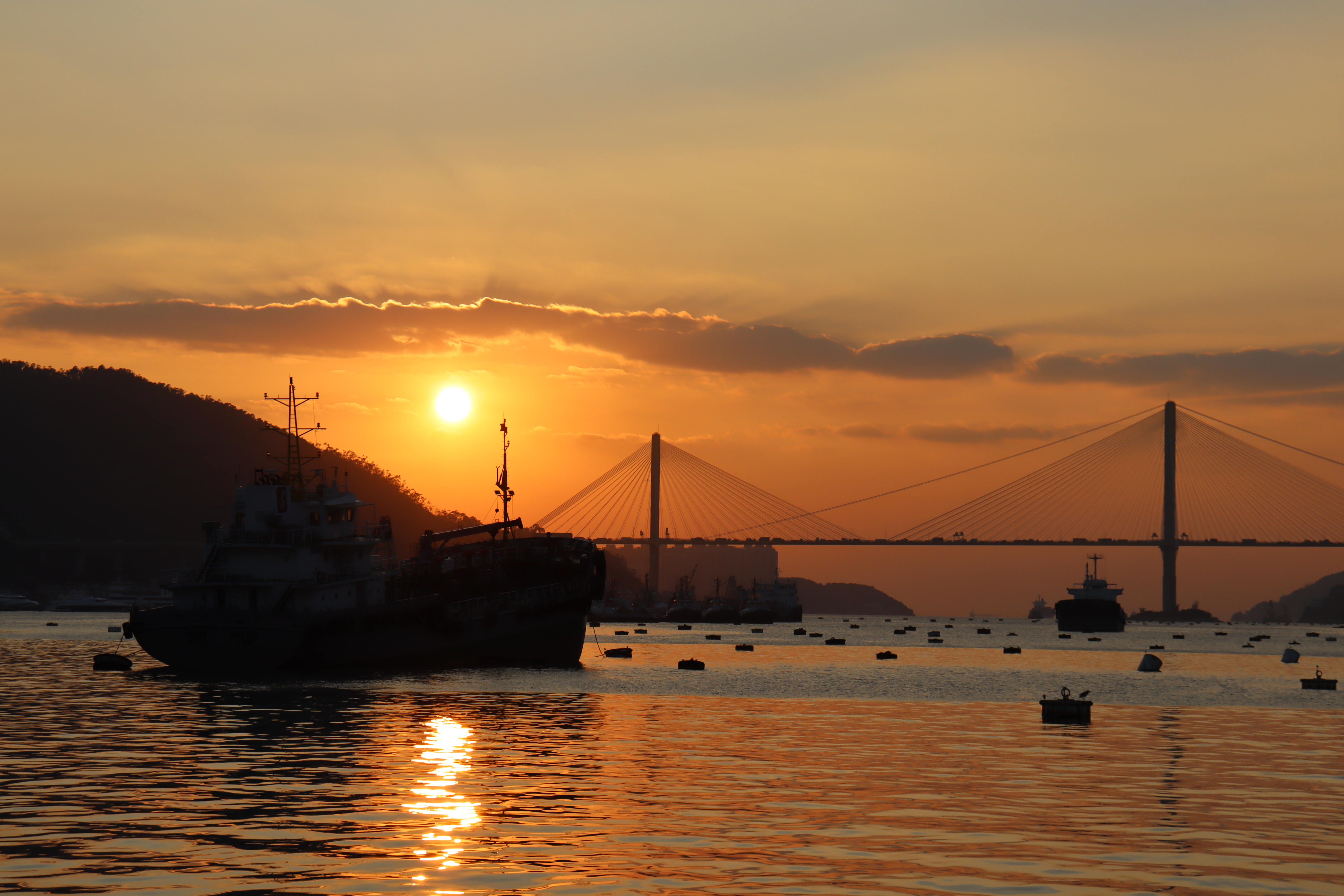
日落下的汀九橋

- 拉索由鋼束組成，數目由17條至58條不等，每根鋼束直徑為15.7毫米，由7條鍍鋅鋼絲結合而成。基本上，拉索的斜度愈大，鋼束的數目就愈多。
- 拉索外面有一個白色的保護外殼。
- 中央塔頂連接汀九及青衣塔橋面的8條465米長縱向斜拉索，使橋塔有足夠的穩定性以抗衡可能面對的極端颱風荷載
- 拉索總重量：2670噸

## 事件
- 2010年10月29日早上，汀九橋上一部電單車與兩架貨車相撞，電單車上夫妻被拋到路面，再被另一輛貨車輾過[6]。
- 2015年11月7日下午1時許，一輛行走140M路線的專線小巴駛至橋面時，與因壞車停下的貨櫃車相撞，再衝前6米才停下。小巴右邊車身被割開，事件導致司機死亡以及8名乘客受傷[7]。
- 2017年3月27日早上7時許，汀九橋出九龍方向發生5車相撞。肇事車輛包括2輛私家車及3輛輕型貨車，發生車禍後，車輛阻塞中綫和快綫，交通極為擠塞，運輪署表示，龍尾一度到達屯門公路近三聖及青朗公路近高埔新村，大欖隧道往九龍方向亦要實施間歇性封閉[8]。
- 2023年5月11日下午約1時半，一名中途跟車工人表示不適下车休息後跳橋墮海，水警及消防接報後在海面搜索，最終在橋底尋獲事主的屍體。[9]

## 外部連結
- 仲夏遠眺汀九橋的日落與夜幕縮時 （页面存档备份，存于）
- 路政署：汀九大橋及高架橋
- 香港巴士大典上的相关条目：汀九橋
- 香港道路大典上的相关条目：汀九橋

| 论 编 | 香港3號幹線 |  |
| |             |  |
| 西區海底隧道 – 西九龍公路 – 青葵公路（包括長青橋） – 長青隧道 – 長青公路 – 青衣西北交匯處 – 青朗公路（包括汀九橋及大欖隧道） |             |  |
| |             |  |

| 论 编 | 青馬管制區 |  |
| |            |  |
| 3號幹線：青朗公路（只限汀九橋部分） - 青衣西北交匯處 - 長青公路 - 長青隧道 - 青葵公路 8號幹線：北大嶼山公路（只限欣澳以東部分）- 青嶼幹線（包括汲水門大橋、馬灣高架道路、青馬大橋） 其他道路：馬灣路、青衣北岸公路 |            |  |